# Giuseppe Verucchi

Erzbischofswappen von Giuseppe Verucchi

Giuseppe Verucchi (* 23. November 1937 in Miceneo di Pavullo bei Frignano, Provinz Modena, Italien; † 12. Februar 2025 in Modena) war ein italienischer Geistlicher und römisch-katholischer Erzbischof von Ravenna-Cervia.

## Leben
Verucchi wurde am 29. Juni 1961 zum Priester geweiht. Nach verschiedenen pastoralen Aufgaben in Pfarreien der Erzdiözese Modena-Nonantola (Castelnuovo Rangone, Formigine, Fiorano Modenese) wurde er 1986 zum Generalvikar dieser Erzdiözese berufen, was er bis 1997 blieb. 
Papst Johannes Paul II. verlieh ihm am 20. Juni 1992 den Titel Ehrenprälat Seiner Heiligkeit. Am 9. März 2000 ernannte ihn Johannes Paul II. zum Erzbischof von Ravenna-Cervia. Am 13. Mai 2000 empfing er in Modena die Bischofsweihe durch den Erzbischof von Modena, Benito Cocchi. Papst Benedikt XVI. nahm am 17. November 2012 sein aus Altersgründen vorgebrachtes Rücktrittsgesuch an.